# 美擬松鯛
美拟松鲷（學名：Datnioides pulcher），又可稱日行虎、粗紋三線泰國虎、粗紋泰國虎、暹羅虎、柬埔寨虎，辐鳍魚纲鲈形目鲈亞目擬松鲷科。原產地為湄公河流域、昭披耶河流域。

## 外觀特徵
最大體長可達到40cm，但在水族箱環境內會較小，而野生的個體可長達61cm。

## 經濟價值
因數量稀少，價格呈倍數成長，達新台幣六位數，尾柄的黑色線條及是否對稱，決定價位的高低，美拟松鲷在泰國已被納入保護與保育，並被列入國際自然保護聯盟瀕危物種紅色名錄極度瀕危物種。